# Liste der Hamburger Bürgermeister

Das u. a. vom Senat geführte große Staatswappen

Die Liste der Hamburger Bürgermeister führt die Bürgermeister von Hamburg auf, also die Ersten Bürgermeister und Zweiten Bürgermeister, beziehungsweise die worthaltenden (regierenden) Bürgermeister des Rats und sonstige Personen an der Spitze von Regierung und Verwaltung. Auf Bürgermeister nicht mehr eigenständiger Städte in Hamburg und ehemaliger Städte im hamburgischen Staat wird in einem eigenen Abschnitt verwiesen. Die Liste ergänzt die Artikel
- Erster Bürgermeister – Erster Bürgermeister und Präsident des Senats, Zweiter Bürgermeister
- Senat der Freien und Hansestadt Hamburg
- Hamburgische Bürgerschaft
- Politik in Hamburg
- Verfassung der Freien und Hansestadt Hamburg
- Hamburger Persönlichkeiten

## 13. Jahrhundert
Seit 1216 bestand ein gemeinsamer Rat der vereinigten Hamburger Alt- und Neustadt (Rat in der Neustadt 1195 erstmals nachgewiesen).
Das Bestehen eines Bürgermeisteramtes ist seit 1264 nachgewiesen. Vom Rat wurden zunächst zwei, seit 1350 regelmäßig vier (zeitweilig fünf) Bürgermeister gewählt, von denen zwei im jährlichen Wechsel die Amtsgeschäfte leiteten (Amtswechsel in der Regel auf/bis Kathedra Petri). Dieses System mit den beiden „worthaltenden“ bzw. regierenden oder präsidierenden Bürgermeistern bestand im Wesentlichen bis zur Verfassung von 1860.
- Otto de Twedorp 1280–1299
- Hartwicus de Erteneborch 1293–1305
- Werner de Metzendorp 1293–1332
- Johan Miles 1300–1329
- Hinricus Longus 1300–1304
- Johannes filius Oseri 1300–1316

## 14. Jahrhundert
- Johannes de Monte 1325–1328
- Hinricus de Hetfeld 1325–1335
- Nicolaus Fransoyser 1332 bis mindestens 1356
- Nicolaus Fransoiser 1341–1359
- Nicolaus de Monte (auch Nicolaus vom Berge) 1341–1344
- Hellingbernus Hetvelt 1341–1350
- Johannes Horborch 1343–1345
- Tidericus Uppenperde 1343–1348
- Johannes Miles 1347–1360
- Hinricus Hoop 1350–1367
- Thidericus Uppenperde 1350–1366
- Hinricus de Monte (auch Hinrich vom Berge) 1356–1380
- Hinricus Hoyeri 1361–1375
- Bertrammus Horborch 1366–1397
- Wernerus de Wighersen 1367–1378
- Ludolfus de Holdenstede 1375–1389
- Kersten Miles 1378–1420
- Hinricus Ybing 1381–1390
- Johannes Hoyeri 1389–1402
- Marquardus Schreye 1390–1419
- Meinardus Buxtehude 1397–1413

## 15. Jahrhundert
- Hilmarus Lopow 1401–1410
- Johannes Luneborg 1411–1431
- Hinricus de Monte (auch Hinrich vom Berge) 1413–1451
- Hein Hoyer 1417–1447
- Johannes Wighe 1420–1438
- Bernhardus Borsteld 1422–1429
- Vicco de Hove 1431–1442
- Simon van Utrecht 1433–1437 (Ehrenbürgermeister, keine Regierende Funktion)
- Hinricus Koting 1439–1467
- Thidericus Luneborg 1443–1458
- Detlevus Bremer 1447–1464
- Hinrick Lopow 1451–1470
- Dirick Gherlefstorp 1452–1455
- Hinrick Leseman 1458–1464
- Erik van Tzeven 1464–1478
- Albert Schilling 1464–1480
- Hinrich Murmester 1467–1481
- Johannes Meiger 1472–1486
- Johannes Huge 1478–1499
- Nicolaus de Sworen 1480–1490
- Hermann Langenbeck 1481–1517
- Henning Büring 1486–1499
- Erik van Tzeven 1499–1504
- Detlef Bremer 1499–1506

## 16. Jahrhundert
- Carsten Barschampe -1511
- Bartelt vam Ryne 1505–1524
- Marquard vam Lo 1507–1519
- Johann von Spreckelsen 1512–1517
- Nicolaus Thode 1517–1524
- Dirick (Dietrich) Hohusen 1517–1546[1]
- Gerd vam Holte (Gerhard vom Holte) 1520–1529
- Hinrick Salsborg 1523–1531
- Johann Hulp 1524–1546
- Johann Wetken 1529–1533
- Pawel Grote 1531–1537
- Albert Westede 1533–1538
- Johannes Rodenborg (Rodenburg) 1536–1547
- Peter von Spreckelsen 1538–1553
- Jurgen Plate 1546–1557
- Hinrick vam Broke 1546–1548
- Matthias Rheder 1547–1571
- Ditmar Koel 1548–1563
- Albert Hackemann (Hackmann) 1553–1580
- Laurens Niebur 1557–1580
- Hermann Wetken 1564–1593
- Evert Moller 1571–1588
- Pawel (Paul) Grote 1580–1584
- Johannes (Johann) Niebur 1581–1590
- Nicolaus Vogeler 1585–1587
- Joachim vam Kampe (von Kampe) 1588–1594
- Dirick van Eitzen 1589–1598
- Erik van der Fechte (Erich von der Fechte) 1591–1613
- Joachim Bekendorp 1593–1614
- Dirick vam Holte 1595–1605
- Vincentius Moller 1599–1621

## 17. Jahrhundert
- Evert Twestreng 1606–1609
- Hieronymus Vogeler (Vögeler) 1609–1642
- Sebastian van Bergen (von Bergen) 1614–1623
- Johann Wetken 1614–1616
- Barthold Beckmann 1617–1622
- Joachim Clan 1622–1632
- Albrecht von Eitzen 1623–1653
- Ulrich Winckel 1624–1649
- Johann Brand 1633–1652
- Barthold Moller 1643–1667
- Nicolaus Jarre 1650–1678
- Johann Schlebusch 1653–1659
- Peter Lütkens 1654–1670
- Wolfgang Maurer 1660–1662
- Bartholomeus Twestreng 1663–1668
- Johann Schrötteringk 1667–1676
- Johann Schulte 20. Juli 1668 – 2. März 1697
- Broder Paulsen 15. Juli 1670 – 19. Januar 1680
- Johann Schröder 12. Oktober 1676 – 15. August 1684
- Heinrich Meurer (Hinrich) 10. August 1678 – 5. Juni 1684; 12. November 1686 – 14. Juli 1690
- Diedrich Moller 27. Januar 1680 – 25. Oktober 1687
- Johann Slüter (Schlüter) 13. Juni 1684 – 21. Oktober 1686
- Joachim Lemmermann 22. August 1684 – 28. März 1704
- Peter Lütkens 3. November 1687 – 28. August 1717
- Johann Diedrich Schaffshausen 22. Juli 1690 – 10. November 1697
- Hieronymus Hartwig Moller 10. März 1697 – 6. Dezember 1702
- Peter von Lengerke 18. November 1697 – 17. November 1709

## 18. Jahrhundert
- Julius Surland 14. Dezember 1702 – 28. Juli 1703
- Gerhard Schröder 4. August 1703 – 28. Januar 1723
- Paul Paulsen 4. April 1704 – 30. Juni 1712
- Lucas (Lukas) von Bostel 27. November 1709 – 15. Juli 1716
- Ludewig Becceler 7. Juli 1712 – 30. Juni 1722
- Bernhard Matfeld 24. Juli 1716 – 30. Juli 1720
- Garlieb Sillem 7. September 1717 – 26. Dezember 1732[2]
- Hinrich Diederich Wiese 6. August 1720 – 1. Februar 1728
- Hans Jacob Faber 8. Juli 1722 – 15. November 1729
- Johann Anderson 5. Februar 1723 – 3. Mai 1743
- Rütger Rulant 11. Februar 1728 – 22. November 1742
- Daniel Stockfleth 23. November 1729 – 29. Januar 1739
- Martin Lucas Schele 6. Januar 1733 – 11. Januar 1751
- Johann Hermann Luis 7. Februar 1739 – 16. September 1741
- Cornelius Poppe 26. September 1741 – 20. November 1759
- Conrad Widow 1. Dezember 1742 – 19. Oktober 1754
- Nicolaus Stampeel 14. Mai 1743 – 23. Mai 1749
- Clemens Samuel Lipstorp 3. Juni 1749 – 8. Dezember 1750
- Lucas von Spreckelsen 17. Dezember 1750 – 27. Juli 1751
- Martin Hieronymus Schele 19. Januar 1751 – 20. November 1774
- Lucas Corthum 3. August 1751 – 9. Januar 1765
- Nicolaus Schuback 29. Oktober 1754 – 28. Juli 1783
- Peter Greve 23. November 1759 – 21. April 1780
- Vincent Rumpff 17. Januar 1765 – 20. März 1781
- Johann Schlüter 29. November 1774 – 5. September 1778
- Albert Schulte 11. September 1778 – 3. Januar 1786
- Frans Doormann 28. April 1780 – 22. August 1784
- Jacob Albrecht von Sienen 28. März 1781 – 22. August 1800
- Johann Anderson 4. August 1783 – 12. Januar 1790
- Johann Luis 27. August 1784 – 31. Januar 1788
- Johann Adolph Poppe 11. Januar 1786 – 28. August 1807
- Martin Dorner 8. Februar 1788 – 12. April 1798
- Franz Anton Wagener (Wagner) 22. Januar 1790 – 13. November 1801
- Daniel Lienau 20. April 1798 – 13. Februar 1811, 18. März 1813 – 5. Juni 1816
- Peter Hinrich Widow 29. August 1800 – 16. Oktober 1802

## 1801–1860
1811 bis März 1813 und Mai 1813 bis Mai 1814: Unterbrochene Amtszeit während der französischen Besatzung. Hamburg wird Teil des Napoleonischen Kaiserreiches: Maire in dieser Zeit waren Johann Michael Gries (provisorischer Maire bis Juli 1811), Amandus Augustus Abendroth (ab Juli 1811–1813) und Friedrich August Rüder (1813–1814). Maire-Adjoints waren unter anderen Jean Dauphin de Chapeaurouge (1811–1813), Otto von Axen (1811–1813), Georg Ehlert Bieber (1811–?), Christian Nicolas Pehmöller (1811–?), J. F. Voigt (1811–?) und Carsten Wilhelm Soltau (1813–1814).
- Friedrich von Graffen 20. November 1801 – 13. Februar 1811, 18. März 1813 – 17. März 1820
- Wilhelm Amsinck 23. Oktober 1802 – 13. Februar 1811, 18. März 1813 – 21. Juni 1831
- Johann Arnold Heise 4. September 1807 – 13. Februar 1811, 18. März 1813 – 5. März 1834
- Christian Matthias Schröder 12. Juni 1816 – 6. Juli 1821
- Johann Heinrich Bartels 25. März 1820 – 1. Februar 1850
- Johann Daniel Koch 13. Juli 1821 – 26. April 1829
- Martin Garlieb Sillem 4. März 1829 – 24. Februar 1835
- Amandus Augustus Abendroth 29. Juni 1831 – 14. Dezember 1842 (zuvor 1811–1813 Maire)
- Martin Hieronymus Schrötteringk 12. März 1834 – 19. August 1835
- Christian Daniel Benecke 2. März 1835 – 5. März 1851
- David Schlüter 26. August 1835 – 24. November 1843
- Heinrich Kellinghusen 1. Bgm Cath.Petri 1843/44, 1845/46, 1847/48, 1851/52, 1853/54, 1855/56, 1857/58, 1859/60
- Johann Ludwig Dammert 27. November 1843 – 25. Januar 1855
- Nicolaus Binder 1. Bgm 1855, 1857, 1859, 1860; 2. Bgm 1856, 1858, 1860

## 1860–1920
Die 1860 neu eingesetzte Verfassung legt die Begriffe erster und zweiter Bürgermeister für die vorstehenden Mitglieder des Senats – nun auch offiziell nicht mehr Rat genannt – fest. Diese wurden seitdem von der nun ebenfalls in Teilen aus Wahlen hervorgegangenen Bürgerschaft gewählt und nicht mehr wie vorher vom bestehenden Senat kooptiert. Wie vorher waren sie dann Senatoren auf Lebenszeit. (Siehe auch: Hamburger Senat 1861–1919)
Innerhalb des Senates wurde jährlich entschieden, wer diesem als Erster (Primus inter pares) und Zweiter Bürgermeister vorstehen sollte. Von einigen Ausnahmen abgesehen wählte der Senat turnusmäßig die drei ältesten juristisch geschulten Senatoren in diese Ämter, und zwar nach folgendem Muster:
| Jahr | 1. Bürgermeister | 2. Bürgermeister | „Ruhejahr“ |
| ---- | ---------------- | ---------------- | ---------- |
| 1    | Senator A        | Senator B        | Senator C  |
| 2    | Senator B        | Senator C        | Senator A  |
| 3    | Senator C        | Senator A        | Senator B  |
| 4    | Senator A        | Senator B        | Senator C  |

## Weimarer Republik
siehe auch Hamburger Senat 1919–1933
Im November 1918 wurden Senat und Bürgerschaft vom Arbeiter- und Soldatenrat (unter Heinrich Laufenberg, später Karl Hense) abgesetzt, kurz darauf jedoch unter Veto-Recht wieder eingesetzt. Der Senat war nun vom Vertrauen der Bürgerschaft abhängig. Die ersten und zweiten Bürgermeister wurden als Präsident und sein Stellvertreter weiterhin vom Senat auf ein Jahr gewählt, bei jedoch zulässiger Wiederwahl. Zeitweise bestand ein Minderheits- bzw. geschäftsführender Senat.

### Erster Bürgermeister
- Werner von Melle: 31. März 1919 – 21. Dezember 1919
- Friedrich Sthamer: 21. Dezember 1919 – 13. Februar 1920
- Arnold Diestel: 14. Februar 1920 – 3. Januar 1924
- Carl Wilhelm Petersen, DDP: 4. Januar 1924 – 31. Dezember 1929
- Rudolf Roß, SPD: 1. Januar 1930 – 31. Dezember 1931
- Carl Wilhelm Petersen, DStP: 1. Januar 1932 – 7. März 1933

### Zweiter Bürgermeister
- Otto Stolten, SPD: 31. März 1919 – 17. März 1925
- Max Schramm, DVP: 18. März 1925 – 4. April 1928
- Rudolf Roß, SPD: 5. April 1928 – 31. Dezember 1929
- Carl Wilhelm Petersen, DDP: 1. Januar 1930 – 31. Dezember 1931
- Rudolf Roß, SPD: 1. Januar 1932 – 3. März 1933

## Nationalsozialismus
siehe auch Hamburger Senat im Nationalsozialismus
Am 8. März 1933 wurde Carl Vincent Krogmann (parteilos, ab 1. Mai 1933 NSDAP), zum Ersten Bürgermeister gewählt. Ab dem 18. Mai 1933 trug er die Amtsbezeichnung „Regierender Bürgermeister“, wurde aber zugleich dem Reichsstatthalter Karl Kaufmann unterstellt. Im Zuge der Einführung der Deutschen Gemeindeordnung wurde die bisherige Hamburger Einheitsverwaltung 1936 in eine Staats- und eine Gemeindeverwaltung aufgeteilt: Kaufmann übernahm am 29. Juli 1936 offiziell die Führung der Landesregierung, Krogmann blieb als Bürgermeister Leiter der „Gemeindeverwaltung“.

### Erster bzw. Regierender Bürgermeister
- Carl Vincent Krogmann, NSDAP: 8. März 1933 – 11. Mai 1945

### Zweiter Bürgermeister
- Wilhelm Amsinck Burchard-Motz, DVP, ab 1. April 1933 NSDAP: 8. März 1933 – 8. November 1934

## Besatzungszeit
Der erste Bürgermeister nach Ende des Zweiten Weltkrieges, Rudolf Petersen, wurde noch vom britischen Stadtkommandanten Oberst Armytage ernannt. Petersen machte geltend, ihm fehle es an praktischer Politikerfahrung. Auf seinen Wunsch hin wurde Adolph Schönfelder als Zweiter Bürgermeister eingesetzt. Die britische Besatzungsmacht wollte das höchste Amt Hamburgs erst Oberbürgermeister nennen, wie in anderen deutschen Städten. Der noch nicht ernannte Petersen wehrte sich aber erfolgreich gegen diese Bezeichnung, da sie nicht zur Hamburger Tradition passe.

### Erster Bürgermeister
- Rudolf Petersen (parteilos, später CDU): 15. Mai 1945 – 15. November 1946

### Zweiter Bürgermeister
- Adolph Schönfelder, SPD: 6. Juni 1945 – 15. November 1946

## Besatzungszeit und Bundesrepublik Deutschland
Noch während der Besatzungszeit wurde eine vorläufige Verfassung (durch ernannte Bürgerschaft und Senat) erstellt und 1946 eine Bürgerschaft frei gewählt. Der am 15. November 1946 von der Bürgerschaft gewählte Senat konstituierte sich am 19. November und wählte Max Brauer zum Ersten Bürgermeister und Präsidenten des Senats. In Anlehnung an die alte Verfassung blieb es bei einer Nachwahl bzw. Ergänzung von Senatoren durch die Bürgerschaft und die Wahl der Bürgermeister (auf ein Jahr bei möglicher Wiederwahl) durch den Senat selbst.
Nach einer umfassenden Verfassungsreform wird der Erste Bürgermeister seit 1997 direkt von der Bürgerschaft gewählt. Zudem endet seine Amtszeit auch mit dem Zusammentritt einer neuen Bürgerschaft. Der Zweite Bürgermeister wird in der Regel mit dem gesamten Senat vom Ersten Bürgermeister berufen und bedarf nur noch der Bestätigung durch die Bürgerschaft.

### Erster Bürgermeister
| #  | Bild | Erster Bürgermeister | Beginn der Amtszeit | Ende der Amtszeit | Partei | Partei              |
| -- | ---- | -------------------- | ------------------- | ----------------- | ------ | ------------------- |
| 1  |      | Max Brauer           | 19. November 1946   | 2. Dezember 1953  |        | SPD                 |
| 2  |      | Kurt Sieveking       | 2. Dezember 1953    | 4. Dezember 1957  |        | CDU (Hamburg-Block) |
| 3  |      | Max Brauer           | 4. Dezember 1957    | 31. Dezember 1960 |        | SPD                 |
| 4  |      | Paul Nevermann       | 1. Januar 1961      | 9. Juni 1965      |        | SPD                 |
| 5  |      | Herbert Weichmann    | 9. Juni 1965        | 9. Juni 1971      |        | SPD                 |
| 6  |      | Peter Schulz         | 9. Juni 1971        | 4. November 1974  |        | SPD                 |
| 7  |      | Hans-Ulrich Klose    | 12. November 1974   | 25. Mai 1981      |        | SPD                 |
| 8  |      | Klaus von Dohnanyi   | 24. Juni 1981       | 8. Juni 1988      |        | SPD                 |
| 9  |      | Henning Voscherau    | 8. Juni 1988        | 8. Oktober 1997   |        | SPD                 |
| 10 |      | Ortwin Runde         | 12. November 1997   | 31. Oktober 2001  |        | SPD                 |
| 11 |      | Ole von Beust        | 31. Oktober 2001    | 25. August 2010   |        | CDU                 |
| 12 |      | Christoph Ahlhaus    | 25. August 2010     | 7. März 2011      |        | CDU                 |
| 13 |      | Olaf Scholz          | 7. März 2011        | 13. März 2018     |        | SPD                 |
| 14 |      | Peter Tschentscher   | 28. März 2018       |                   |        | SPD                 |

### Zweiter Bürgermeister (Stellvertreter)
| #  | Zweiter Bürgermeister    | Beginn der Amtszeit | Ende der Amtszeit | Partei | Partei      |
| -- | ------------------------ | ------------------- | ----------------- | ------ | ----------- |
| 1  | Christian Koch           | 19. November 1946   | 18. Februar 1950  |        | FDP         |
| 2  | Paul Nevermann           | 28. Februar 1950    | 2. Dezember 1953  |        | SPD         |
| 3  | Edgar Engelhard          | 2. Dezember 1953    | 27. April 1966    |        | FDP         |
| 4  | Wilhelm Drexelius        | 27. April 1966      | 22. April 1970    |        | SPD         |
| 5  | Peter Schulz             | 22. April 1970      | 9. Juni 1971      |        | SPD         |
| 6  | Helmuth Kern             | 9. Juni 1971        | 3. Oktober 1972   |        | SPD         |
| 7  | Hans Rau                 | 3. Oktober 1972     | 30. April 1974    |        | FDP         |
| 8  | Dieter Biallas           | 30. April 1974      | 28. Juni 1978     |        | FDP         |
| 9  | Helga Elstner            | 28. Juni 1978       | 13. Juni 1984     |        | SPD         |
| 10 | Alfons Pawelczyk         | 13. Juni 1984       | 2. September 1987 |        | SPD         |
| 11 | Ingo von Münch           | 2. September 1987   | 26. Juni 1991     |        | FDP         |
| 12 | Hans-Jürgen Krupp        | 26. Juni 1991       | 1. Dezember 1993  |        | SPD         |
| 13 | Erhard Rittershaus       | 15. Dezember 1993   | 12. November 1997 |        | parteilos   |
| 14 | Krista Sager             | 12. November 1997   | 31. Oktober 2001  |        | Grüne (GAL) |
| 15 | Ronald Schill            | 31. Oktober 2001    | 19. August 2003   |        | Schill      |
| 16 | Mario Mettbach           | 21. August 2003     | 17. März 2004     |        | Schill      |
| 17 | Birgit Schnieber-Jastram | 17. März 2004       | 7. Mai 2008       |        | CDU         |
| 18 | Christa Goetsch          | 7. Mai 2008         | 29. November 2010 |        | Grüne (GAL) |
| 19 | Dietrich Wersich         | 30. November 2010   | 7. März 2011      |        | CDU         |
| 20 | Dorothee Stapelfeldt     | 23. März 2011       | 15. April 2015    |        | SPD         |
| 21 | Katharina Fegebank       | 15. April 2015      |                   |        | Grüne       |

## Bürgermeister ehemals eigenständiger Städte
Auf dem heutigen Gebiet der Freien und Hansestadt Hamburg befinden sich mehrere ehemals selbständige Städte mit zeitweise eigenen Bürgermeistern oder Oberbürgermeistern:
- Altona (Elbe): siehe Altonaer Bürgermeister
- Bergedorf: siehe Liste der Bergedorfer Bürgermeister
- Harburg (Elbe): siehe Liste der Harburger Bürgermeister#Stadt Harburg
- Harburg-Wilhelmsburg: siehe Liste der Harburger Bürgermeister#Stadt Harburg-Wilhelmsburg
- Ottensen: siehe Hamburg-Ottensen#Bürgermeister
- Wandsbek: siehe Hamburg-Wandsbek#Bürgermeister
- Wilhelmsburg: siehe Bürgermeister

## Bürgermeister ehemals hamburgischer Städte
- Cuxhaven: siehe Liste der Bürger- und Oberbürgermeister von Cuxhaven
- Geesthacht: siehe Geesthacht#Liste der Bürgermeister